# Sabanejewia bulgarica
Sabanejewia bulgarica ist eine Süßwasserfischart der Familie Cobitidae (Steinbeißer) innerhalb der Ordnung der Cypriniformes (Karpfenartige).

## Merkmale
Sabanejewia bulgarica erreicht eine maximale Standardlänge von 12 cm. Die Körperhöhe entspricht 16,5 bis 20 % der Standardlänge. Entlang der Körperseiten verläuft mediolateral (halbseitlich) eine Reihe von 4 bis 9 (selten bis 10) dunkle Flecken. Eine Reihe kleiner Flecken direkt unter den mediolateralen Flecken und eine schwarze Pigmentierung zwischen den Flecken fehlt. Der Körper oberhalb der mediolateralen Flecken ist gänzlich unpigmentiert oder es befinden sich dort ein paar dunkle Flecken. Oberseits, entlang des Rückens befinden sich weitere 5 bis 8 (selten 10) dunkle Flecken. Die Färbung des Körpers ist nach Jászfalusi oberseits bräunlich violett, die Bauchgegend gelblich. Nach Iftime ist die Grundfarbe variabel von gelblich-braun bis rosenrot-braun und bis zu einem violetten bis zart-lila Ton. Ein violett-metallischer Glanz kann auch bei anderen Grundfärbungen vorkommen.
Ein zum Bauch hin gelegener, ventraler Kamm aus Körperfett am Schwanzstiel ist nicht vorhanden oder weniger entwickelt als der dorsale (zum Rücken hin gelegene) Fettkamm. Der Ansatz der Rückenflosse liegt über dem Ansatz der Bauchflosse. Die Körperschuppen überlappen sich in der Regel, bei einigen Exemplaren können sie sich aber auch lediglich berühren. Der Suborbitaldorn (am Auge sitzender Stachel) ist dick und robust.
Die Flossenformel lautet nach Jászfalusi D II–III/7, P II/7–8, V II/5, C 14 (statt 16 nach Drensky), 40 bis 43 Wirbel, 7 bis 11 Schlundzähne. Die Iris beschreibt er als schwarz und die Pupillen von einem goldenen Ring umgeben.

## Verbreitung
Sabanejewia bulgarica kommt im Donau Einzugsgebiet in der unteren und mittleren Donau flussaufwärts bis Bratislava in der Slowakei vor und dringt nur in die untersten Abschnitte ihrer Zuflüsse ein. Daneben ist sie in der Theiß in Ungarn und der Slowakei verbreitet.

## Lebensweise
Sabanejewia bulgarica lebt in großen Tieflandflüssen und bevorzugt gewöhnlich tieferes Wasser. Gelaicht wird in der Donau und in den Einmündungen einiger Nebenflüsse. Nach Jászfalusis Bericht über „eine neue Fischart für die Fauna Ungarn“, bevorzugt die Art stark strömendes Wasser mit steinigem Untergrund. Zur Laichzeit wandern die Tiere in größeren Gruppen zu den Einmündungen schnellfliessender Bäche, wo sie dann ablaichen. Ihre Nahrung suchen sie nachts und sind deshalb tagsüber nur selten anzutreffen.

## Taxonomie
Nach Iftime (2002) ist die Taxonomie der im englischen Golden loaches genannten Gattung Sabanejewia strittig. 1929 stelle Vladykov eine Gruppe von Cobitis Arten in die Gattung Sabanejewia, die aber bis in die 1970er Jahre meist als Untergattung von Cobitis angesehen wurde. 1963 bestätigte Nalbant Sabanejewia als gültige Gattung und diese Position wurde nach und nach von allen Autoren übernommen.
Sabanejewia bulgarica wurde 1928 von Drensky als Cobitis bulgarica erstbeschrieben. 1931 synonymisierte Vladykov Sabanejewia bulgarica mit Sabanejewia balcanica. Von Băcescu wurde Sabanejewia balcanica wiederum 1943 als Unterart von Sabanejewia aurata angesehen. Bănărescu (1948) beobachtete als Erster die beträchtliche Intergradation von Cobitis (Sabanejewia) balcanica und Cobitis (Sabanejewia) bulgarica und sah damit auch Sabanejewia bulgarica als Unterart des Gold-Steinbeißer (Sabanejewia aurata) an, eine Ansicht die von Jászfalusi 1948 geteilt wurde. Die Arbeitsgruppe Oliva, Balon und Frank ging 1952 noch weiter und interpretierte in der Unterart nur noch eine infrasubspezifische (innerunterartliche) Varietät von Sabanejewia aurata balcanica (Balkan-Gold-Steinbeißer). Während Bănărescu (1953, 1954, 1964) die Art weiterhin als Unterart deklarierte, betrachteten Vasiljeva und Vasiljev (1988) wiederum Sabanejewia bulgarica als eigene Art neben Sabanejewia aurata.
Die von Georgi Schischkoff 1932 beschriebene Art Cobitis albicoloris beruhte auf nur einem schlecht konservierten, entfärbten Exemplar der Gattung Sabanejewia und wurde von Rensky 1947/1948 zu Cobitis (Sabanejewia) bulgarica synonymisiert.

## Weitere, nicht für den Artikel verwendete Literatur
- Mihai C. Băcescu: Deux Poissons nouveaux pour la faune de la Roumanie: Cobitis aurata balcaica Karaman et Cobitis caspia rornanica n. ssp. In: Bulletin de la Section Scientifique de l’Academie Roumaine, 26 (2), 1943, S. 133–141.
- Petre Mihai Bănărescu: Contribution a l'etude de la faune ichthyologique d'eau douce de la R. P. Roumaine. In: Studii ṣi Cercetari Ṣtiintifice, Cluj, 4 (3–4), 1953, S. 153–184.
- Petre Mihai Bănărescu: Note complementaire sur les poisons des alentours de la ville de Timisoara. In: Studii ṣi Cercetari Ṣtiintifice, 1954, 5 (1–2), S. 367–385.
- Petre Mihai Bānārescu: Pisces - Osteichthyes. In: Fauna R. P. R., 13, S. 1–962, 1964, Bucuresti. (ro)
- P. Drensky: Die Fische der Familie Cobitidae in Bulgarien. In: Bulletin de l’Institut Royal de Histoire Naturelle, Sophia, 1, 1928, 156–181.
- Teodor T. Nalbant: A study of the genera of Botiinae and Cobitinae (Pisces, Ostariophysi, Cobitidae). In: Travaux du Museum d'Histoire Naturelle "Grigore Antipa", 4, 1963, S. 343–379.
- O. Oliva, E. Balon, S. Frank: K systematika našich sykavkù, Cobitis (L.). In: Vestnik Èkeskoslovenské zoologiēke spoleènosti, 4 (3–4), 1952, S. 271–299.
- E. Vasiljeva, V. Vasiljev: Studies in infraspecific structure of Sabanejewia aurata (Cobitidae) with the description of a new subspecies, S. aurata kubanica subsp. nov. In: Voprosy Ikhtiologii, 28, 1988, S. 192–212.
- V. Vladykov: Sur un nouveau genre de cobitides, Sabanejewia. In: Bulletin du Museum National d'Histoire Naturelle, 1 (2), 1929, S. 85–90.
- V. Vladykov: Les poisons de la Russie Sous-Carpathique. In: Memoires de la Société Zoologique de France, 29, 1931, S. 217–373.